# تزیس پترولیوم
تزیس پترولیوم (به انگلیسی: Tethys Petroleum) یک شرکت نفتی کانادایی انگلیسی است که در حوزه صنایع بالادستی نفت، اکتشاف و تولید و عمدتاً در آسیای میانه (تاجیکستان، ازبکستان و گرجستان) فعالیت دارد.
Tethys Petroleum Limited یک شرکت اکتشاف و تولید نفت و گاز است که در آسیای مرکزی و منطقه خزر با پروژه هایی در قزاقستان متمرکز است. تتیس پترولیوم دارای مجموعه ای از دارایی ها از جمله تولید نفت و گاز موجود است. تتیس یک شرکت سهامی عام است که در بورس سرمایه گذاری TSX (TSXV) فهرست شده است - بورس تورنتو بزرگترین بورس شرکت های نفت و گاز در جهان است.
تتیس پترولیوم نام خود را از اقیانوس تتیس گرفته است که حدود 250 میلیون سال پیش آسیای مرکزی و مناطق اطراف آن را پوشانده است. بسیاری از سنگ‌هایی که در این اقیانوس ته نشین شده‌اند، اکنون حاوی برخی از بزرگترین میدان‌ها نفت و گاز جهان در آسیای مرکزی هستند - منطقه تمرکز شرکت تتیس پترولیوم. هنگامی که اقیانوس تتیس بسته شد، رشته کوه های هیمالیا تا کوه های آلپ را ایجاد کرد. امروزه تنها بخش های باقی مانده از اقیانوس تتیس، دریای مدیترانه، دریای سیاه و دریای خزر است. اقیانوس تتیس از نام الهه اساطیری یونانی تتیس، الهه تیتانس و دریا که 3000 فرزند داشت و مادر اصلی ترین رودخانه های جهان بود، نامگذاری شد. تتیس نیز قمر سیاره زحل است.

## عرضه سهام
تزیس پترولیوم یک شرکت سهامی عام است و سهام آن به صورت اولیه در بازار بورس تورنتو و به صورت ثانویه در بازار بورس لندن عرضه می‌شود.

## فعالیتها در قزاقستان
- چهار قرارداد: قرارداد تولید Kyzyloi و قرارداد تولید Akkulka (قراردادهای گاز)، قرارداد اکتشاف Akkulka (شامل میدان نفتی دوریس و غیره) و قرارداد Kul-Bas E&P.

- تولید گاز موجود با برنامه ریزی برای افزایش با حفر چاه های جدید و بستن چاه های موجود

- اولین کشف نفت در کل منطقه در سال 2010 - دوریس بیش از 4 میلیون بشکه نفت تولید کرده است.

- چشم انداز Klymene در منطقه Kul-Bas اکنون پس از آزمایش موفقیت آمیز 2020 چاه KBD-02 در حال توسعه است.

- پس از تکمیل ارزیابی سالانه ذخایر قزاقستان توسط یک ارزیاب ذخایر واجد شرایط مستقل، مک دانیل و همکاران، از کلگری، کانادا، مطابق با استانداردهای ملی 51-101 برای افشای فعالیت های نفت و گاز مدیران اوراق بهادار کانادا. ("NI 51-101")، شرکت کل ناخالص (یعنی قبل از اعمال مالیات بر استخراج مواد معدنی قزاقستان) ذخایر نفت و گاز متشکل از ذخایر 2P "اثبات شده و احتمالی" 79.3 میلیون BOE را در 31 دسامبر 2021 گزارش کرد.

- ارزش فعلی خالص پس از کسر مالیات ذخایر ۲P قزاقستانی شرکت در ۳۱ دسامبر ۲۰۲۱ برابر با ۵۳۳.۴ میلیون دلار بر اساس نرخ تنزیل ۱۰ درصدی بوده است.